# 保險業監管局

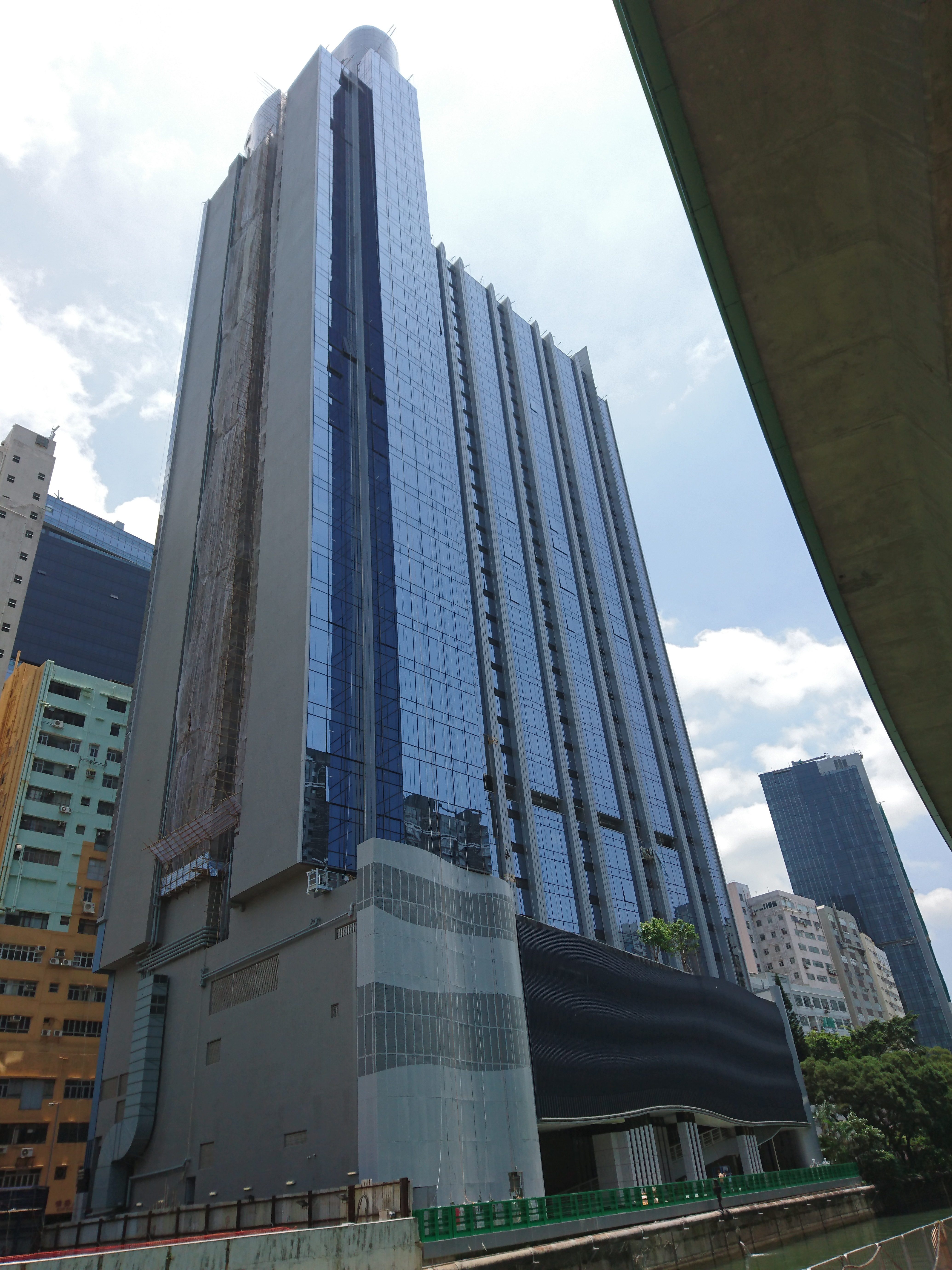
保險業監管局辦事處位於黃竹坑香葉道41號

保險業監管局（英語：Insurance Authority，IA）（簡稱保監局）是為了執行香港法例第41章《保險業條例》而成立的香港法定機構。該法定機構於2015年12月7日正式成立，並於2017年6月26日繼承保險業監理處的法定功能。該局的功能是監管香港的保險業，並促進其穩定，以及保護現時和潛在保單持有人的權利。

## 管理層

### 歷任主席
- 鄭慕智 （2015年12月－2021年12月）
- 姚建華 （2021年12月－）[2]

### 行政總監
- 梁志仁（2017年6月－2018年6月） [3]

- 張雲正（2018年8月 - ） [4][5][6]

## 外部連結
- 官方网站  （页面存档备份，存于）